# Amaru Aranway
Los Amarus de Junín o Amaru Aranway son dos seres hermanos mitológicos que forman parte de un relato dentro del folclore del Departamento de Junín en el Perú. Mediante esta historia, que se fue transmitiendo de generación en generación oralmente, se explica la existencia de grandes fieras que atemorizaban a la población, dando como resultado a dos colosales y fantásticos seres de grandes poderes enviados a combatir ese problema empeorándolo y causando aún más terror, causa por la cual los Huancas aclamaban a los dioses una solución, explicando el origen de los dos conjuntos de montañas que albergan al Valle del Mantaro. Se presenta a continuación lo rescatado del relato:

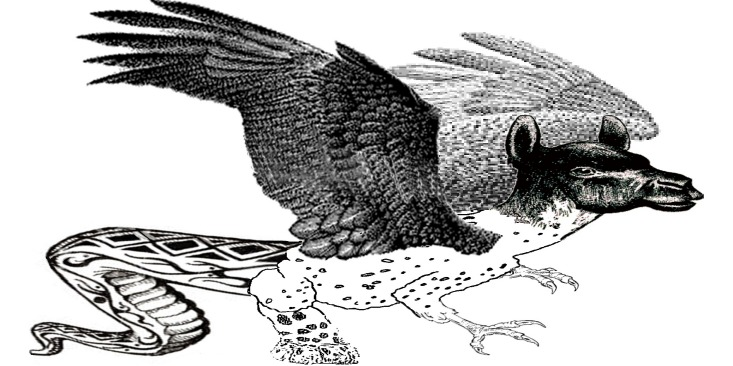
Yana Amaru según interpretación del relato.

Cuentan los Wancas, que sus ancestros vivían en cavernas, porque en los alrededores de un gran lago, habitaban unas terribles fieras que los atacaban. Así que imploraron a Wiraqucha, quien a su vez ordenó al Tulumanya (el primer Arco iris) que les enviara ayuda. Fue así que este hizo brotar de su pecho, con un gran estruendo, a una bestia fabulosa de colosal tamaño, con cabeza de wanaku, alas y garras de águila, patas de uturunku en un cuerpo ofídico, cubierto de escamas, que terminaba en una cola de anaconda: era el Yana Amaru (de color oscuro), el cual debía terminar con aquellas fieras que atormentaban a los pobladores de la región. Mas una vez cumplido el encargo, este ser comenzó a atacarlos, por lo que nuevamente suplicaron, y entonces fue engendrado Yuraq Amaru (de color plateado) para combatir al primero. Sin embargo, entreambos y sus descomunales peleas, causaron aún mayores estragos.

Es entonces que Wiraqucha envió a Illapa (el Rayo) y a Wayra (el Viento) a combatirlos. Al verlos, los dos Amarus se sumergieron en el lago, pero Illapa quebró una orilla y Wayra empujó las aguas para que se desbordasen y así el lago se secase, dejando a los Amarus al descubierto. Ellos entonces trataron de huir al cielo, pero Wayra los hizo volver, e Illapa les dio el combate definitivo. Poco antes de morir, ambos Amarus se estiraron y crecieron aún más, transformándose en la dos cadenas montañosas que amurallan el valle. El mayor hacia el poniente, convirtiéndose en una cordillera de fértiles tierras de cultivo y amplias pasturas, mientras que el menor lo hizo hacia el saliente, con nieves perpetuas, que desde el nevado de Waytapallana, es la proveedora de las aguas del deshielo que se usan en el riego así como también para el consumo humano.